# 제프 콜리어
제프리 윌리엄 콜리어(Jeffrey William Colyer, 1960년 6월 3일 ~ )는 미국의 정치인이다.

## 학력
- 조지타운 대학교 이학사
- 클레어 홀 인문사회 석사
- 캔자스 대학교 의과대학 의무박사

## 경력
- 2007.01 ~ 2009.01 제75대 캔자스주 제46선거구 하원의원
- 2009.01 ~ 2011.01 제76대 캔자스주 제37선거구 상원의원
- 2011.01 ~ 2018.01 제49대 캔자스 부지사
- 2018.01 ~ 2019.01 제47대 캔자스 주지사

## 역대 선거 결과
| 선거명      | 직책명                       | 대수 | 정당   | 득표율 | 득표수    | 결과 | 당락               |
| ----------- | ---------------------------- | ---- | ------ | ------ | --------- | ---- | ------------------ |
| 2006년 선거 | 하원의원 (캔자스 제48선거구) | 75대 | 공화당 | 61.74% | 6,805표   | 1위  | 캔자스 주의원 당선 |
| 2008년 선거 | 상원의원 (캔자스 제37부)     | 76대 | 공화당 | 63.48% | 27,311표  | 1위  | 캔자스 주의원 당선 |
| 2010년 선거 | 캔자스 부지사                | 49대 | 공화당 | 63.28% | 530,760표 | 1위  | 캔자스 부지사 당선 |
| 2014년 선거 | 캔자스 부지사                | 49대 | 공화당 | 49.82% | 433,196표 | 1위  | 캔자스 부지사 당선 |